# 和田凌太
和田 凌太（わだ りょうた、1992年7月20日 - ）は、広島県呉市出身の元プロ野球選手（内野手）。右投右打。プロでは育成選手であった。

## 経歴

### プロ入り前
中学時代は広島瀬戸内シニアに所属し、投手としてプレー。
県立広島工高では、1年時の春から遊撃手、夏から一塁手としてスタメン出場し、その後二塁手に転向。2年時の夏からは俊足を生かし中堅手としてプレーし、秋から再び遊撃手に転向した。
3年時の春には4番に座り、同校を中国大会優勝に導いた。3年時の夏は県大会準々決勝で敗退。甲子園出場は果たせなかった。
2010年10月28日、プロ野球ドラフト会議にて読売ジャイアンツから育成1位指名を受けた。

### プロ入り後
プロ入り後は、ファームで遊撃手のレギュラーに定着した。
2013年10月31日に育成選手の規約に基づき、10月31日自由契約公示された。11月12日育成選手として再契約したと発表された。
2014年3月14日、両打ちから右打ちに登録変更された。10月1日に球団から戦力外通告を受ける。

## 選手としての特徴・人物
プロには両打として入団しているが、高校時代は2年時の春から右打に専念していた。プロ入り後の2014年から、正式に右打ちとなった。
本職は遊撃手だが内外野を守れるユーティリティープレイヤーで、木村拓也二世の呼び声も高かった。但し、自身によればスローイングに課題があるとのこと。

## 詳細情報

### 年度別打撃成績
- 一軍公式戦出場なし

### 背番号
- 010 （2011年 - 2014年）